# Krishnapura, Jagalur
Krishnapura là một làng thuộc tehsil Jagalur, huyện Davanagere, bang Karnataka, Ấn Độ.